# عبد الله بن سعد القبلان

عبد الله بن سعد القبلان، وزير سعودي تولّى منصب وزير المواصلات (وزارة النقل) في عهد الملك سعود بن عبد العزيز آل سعود في الفترة ما بين عامي 1961 و 1962. وهو أيضاً أديب ومثقف له عدد من المؤلفات.

## النشأة
ولد عبد الله السعد القبلان الحارثي في فضاءات الصحراء الواسعة عام 1328،  وفقد والديه مع دخول تربة وما حولها تحت مظلة حكم الملك عبد العزيز آل سعود بعد معركة تربة الشهيرة في الخامس والعشرين من شهر شعبان 1337هـ التي هزم فيها جيش عبد الله بن الحسين. فترك هو وأخوته حياة البادية ويمموا وجههم شطر مدينة الرياض في عام 1340هـ، ووفي الرياض تعرف إلى آل سليمان حيث كان عبد الله بن سليمان الحمدان يعمل في ديوان الملك ـ قبل أن يصبح وزيراً، فعاش هذا اليتيم في كنف ابن سليمان الذي تعهده بالاهتمام وأحسن إليه.

## العمل والمناصب
تولّى العديد من المهام والمناصب منها:
- 1961 - 1962: صدر أمر ملكي بتعيينه وزيراً للمواصلات في تاريخ 1 / 4 / 1381هـ (11/9/1961) واستمر في هذا المنصب إلى تاريخ 9 / 10 / 1381هـ (16/3/1962).[3] ليصبح رابع وزير للمواصلات بعد ثلاثة أمراء أولهم الأمير طلال بن عبد العزيز الذي يعد أصغر من جلس على كرسي الوزارة سنًا في تاريخ مجلس الوزراء السعودي.
- رئيساً لمجلس إدارة البنك الزراعي.
- عضواً في مجالس إدارات شركات كهرباء مكة وجدة والطائف.
- عضواً في الهيئة التأسيسية لجامعة الملك عبد العزيز.
- عضواً في مؤسسة البلاد الصحفية.
- عضواً في مجلس إدارة شركة الأسمنت العربية.[1]

## المؤلفات
- (النكبات الثلاث). يتحدث عن الصراع العربي الإسرائيلي، ويقصد بالنكبات الثلاث يقصد نكبة العرب في فلسطين سنة 1948، 1956، 1967.
- (على خط النار). وهو في الأصل رحلة قام بها  إلى الأردن عام 1966م بدعوة من حكومتها، وتطرق فيها بتمهيد طويل إلى حرب حزيران: مقدماتها، معقباتها، العمل الفدائي.
- (رموز على اللوحة). وقد حوى كما ذكر الشيخ حمد الجاسر (سوانح الذكريات ج2 / 711) بعض النوادر التي كانت تتردد بين بعض الناس في مجالسهم العامة، وقد حملت على غير المحمل الذي أراد، فالرجل صادق الولاء متفان في خدمة مليكه وأسرته الكريمة، مقدر للرجال المخلصين من أبناء هذه البلاد.[4]

## وفاته
توفي في يوم الجمعة 2 ذي الحجة 1414هـ.